# За крижен
За крижен (прев. За крстом) је традиционална ноћна процесија која се неколико векова уназад одржава, у неколико места истовремено на Хвару, сваки Велики четвртак  који је по библијском предању, један од најзначајнијих дана у животу Исуса Христа и његових ученика и уједно последњи дан Исусове слободе.

## Заштита нематеријалног добра
Године 2009. традиција процесије За крижен на острву Хвару која се састоји се од шест истовремених процесија из Јелсе, Питви, Врисника, Врбника, Свирча, Врбња и Врбоске, као једно од 15 нематеријалних културних добара Републике Хрватске, унето на Репрезентативну листу УНЕСКО-а као нематеријално културно наслеђа Европе и Хрватске, и саставни део културне баштине човечанства, и део добре праксе очувања нематеријалне културне баштине света.

## Историја
Настанак процесије За крижен на острву Хвару  веже се уз распеће Светог крста (крижића), које се од 1510. године чува у хварској катедрали.
Према записима у архиву Хвара, крстић је 1510. године био на чувању у кући Николе Бевилаке. У време немира између пучана и племића, 6. фебруара 1510. године, крстић је прокрварио. Од тога дана на Хвару почиње интензивно поштовање крста.
Први писани запис о процесији датирају од 16. фебруара 1658. године.

За време Другог светског рата 1943. године италијански фашисти ограничили су процесију на само 11 особа по месту. Парох врснички Лука Античевић тим поводом написао је: 
Италијанске окупаторске власти дозволиле су поворку кроз села са бројем 10 и крсташем. Ни деци ни женама није било дозвољено да иду у ппроцесију. Када је крст напустио цркву, сви су заплакали, био је то ужасан плач, као да носе човека на стратиште. У 5 сати ујутро људи су ишли према свом крсту.
. Године 1944. процесија је одржана у избегличком кампу у Синајској пустињи у Египту.
Током пандемије ковида 19 у 2020. години процесија је  била ограничена на само 15 особа по процесији, иако је већина других догађања у Хрватској тог месеца отказана, тако је Процесија за крст на острву Хвару, контроверзном одлуком хварских власти ипак одржана.

## Опис обреда
Процесија је јединствени обред специфичне побожности и израз верског и културног идентитета становника средишњег дела острва Хвар, који се у непрекинутом низу одвија уназад пет векова.
Процесија за крст на острву Хвару специфична је  и по свом трајању ( за 8 сати процесија колико траје њени учесниици превала пешице 25 километара).
По наглашеном пасионском садржају, процесију припремају је и реализују братовштине (братства), односно заједнице хварских римокатолика у чију је историју и живот крст, као симбол Хришћанства дубоко урезан.
Окосница процесије је Госпин плач, осмерачки пасионски текст из 15. века кога у форми дијалога певају изабрани певачи (кантадури).
Процесија   сваке године почиње у ноћи Велики четвртака на Велики петак и повезује шест процесија истовремено које крећу тачно у 22 часа из шест жупних цркава средишњег дела острва Хвар (Врбањ, Врбоска, Јелса, Питве, Врисник и Свирче). Свака процесија се врти по тачно одређеном великом кругу по острву Хвар, и на крају се у 7 сати ујутро враћа у своје полазиште.
Сваку процесију предводи крстоноша који носи крст, тежак око 18 кг, у знак молбе или захвалности, као лични или породични завет. Улога крстоноше има велику част на острву, и зато се годинама унапред одређују носиоци крста (понекад и по више од 20 година унапред).
Крстоноша се у процеси креће у пратњи помоћника (два пратиоца),  који носе велике свећњаке, два главна певача и више одговарача који певају Госпин плач. За крстоношом у пратњи иду мушкарци из његове породице  (отац, браћа, синови, нећаци, ујаци и стричеви) који га прате одевени у црно одело  и беле братимске тунике, као и певачи Госпина плача и остали верници.
По бројности, највећа је јелшанска процесија (са више од хиљаду учесника). Јелшанска процеси је посебна и по обичају да крстоноше задњих 100 метара прелазе трчући.
Пролазећи кроз свако од шест места обухваћена процесијом, учесници процесије исказују побожности у свакој од цркава на путу. Жупник цркве у свакој од цркава благосиља крстоношу и охрабрује га, а певачи за то време певају Госпин плач, након чега се наставља ходање. Процесије се не смеју међусобно сусрести. Да би се то избегло плански и пажљиво координира се кретање сваке од процесија.
Током пута, ходочасници моле и певају, а посебно је карактеристичан "Госпин плач" у изворном облику (мада свака процесија пева на свој начин).
Сутрадан на Велики петак, ових шест места опусти, док се побожни ходочасници одмарају од напорне ноћи. Тек у поподневним сатима, места живну, јер почиње окупљање мештана за њихово учешће у побожностима Велике недеље.
- Места на Хвару из којих креће процесија за крст
- Врбањ
- Врбоска
- Јелса
- Питве
- Врисник
- Свирче

## Занимљивост
Избор крстоноше
Није реткост да се већ деца записују или их родитељи записују за ношење крста. У појединим местима чека се и по 20 година на ношење крста. У принципу крстоноша може бити мушкарац или младић који је примио сакраменте хршћанске иницијације и жели носити крст из личног завета. Крстоноша најчешће јавно не говори разлог за ношење крста и његов завет зна само његова најближа породица. У не тако давној прошлости, пре Другог светског рата, крстоноше су се пријављивали за ношење крста углавном на Цветну недељу или би се имена заинтересованих текуће године извлачила својеврсном томболом, предлагањем и бројањем гласова.
Најстарији и најмлађи крстоноша
Најстарији крстоноша до сада носио је крст за место Врисник 1934., када је имао 83 године, а најмлађи је био Светко Марјан из места Питве, који је носио крст 1953. године са непуних 14 година  (током процесије,  у ношењу крста помагали су му отац, браћа).
Невреме и процесија
Острвљане није омела ни орканска бура 1910. године која је носила ферале, није их омела невера 1942., ни јак пљусак који је падао целу ноћ 1978. године, када су се сви вратили промрзли и мокри, али се нико није разболео.